# 라라 스톤
라라 스톤(Lara Stone, 1983년 12월 20일 ~ )은 네덜란드의 모델이다.